# Rixa
Rixa is een geslacht van weekdieren uit de klasse van de Gastropoda (slakken).

## Soort
- Rixa watsoni (Henn & Brazier, 1894)